# Kłomino
Kłomino est une ville fantôme polonaise située dans la commune de Borne Sulinowo. C'est une ancienne base militaire allemande qui a servi de camp de prisonniers pendant la Seconde Guerre mondiale avant de devenir une base secrète de l'Armée rouge. Après le départ des troupes soviétiques en 1992, la ville est restée à l'abandon.

## Camp de prisonniers
Avant le second conflit mondial, Kłomino était situé en territoire allemand et s’appelait Westfalenhof. Dans les années 1930, des baraquements, rattachés à la garnison de Groß Born (aujourd'hui Borne Sulinowo) y sont édifiés. Sous le nom d'Oflag II-D, ils servent pendant la guerre de camps de prisonniers, accueillant tour à tour des militaires et civils polonais, des soldats français, russes, et enfin, à la fin du conflit, des prisonniers de guerre allemands.

## Base de l'armée rouge
Pendant la guerre froide, Kłomino devient une base secrète soviétique et prend le nom de Grodek (russe : Гродек). Elle aurait abrité un site de lancement de missiles avec une brigade d'artillerie, un régiment mécanisé et un bataillon de reconnaissance. À partir de 1972, des logements sont construits pour accueillir les militaires soviétiques et leurs familles, ainsi que des magasins, et même un cinéma.

## Aujourd'hui
Après le départ des troupes soviétiques en automne 1992, la ville est laissée à l'abandon et ne compte plus qu'une poignée d'habitants. Des fouilles réalisées sous la responsabilité de l'historien Andrzej Kola permettent de mettre au jour de nombreux charniers de la Seconde Guerre mondiale, où sont enterrés 2 500 soldats polonais, français et russes. On estime à 30 000 le nombre total de prisonniers enterrés dans les bois qui entourent Kłomino.

## Galerie

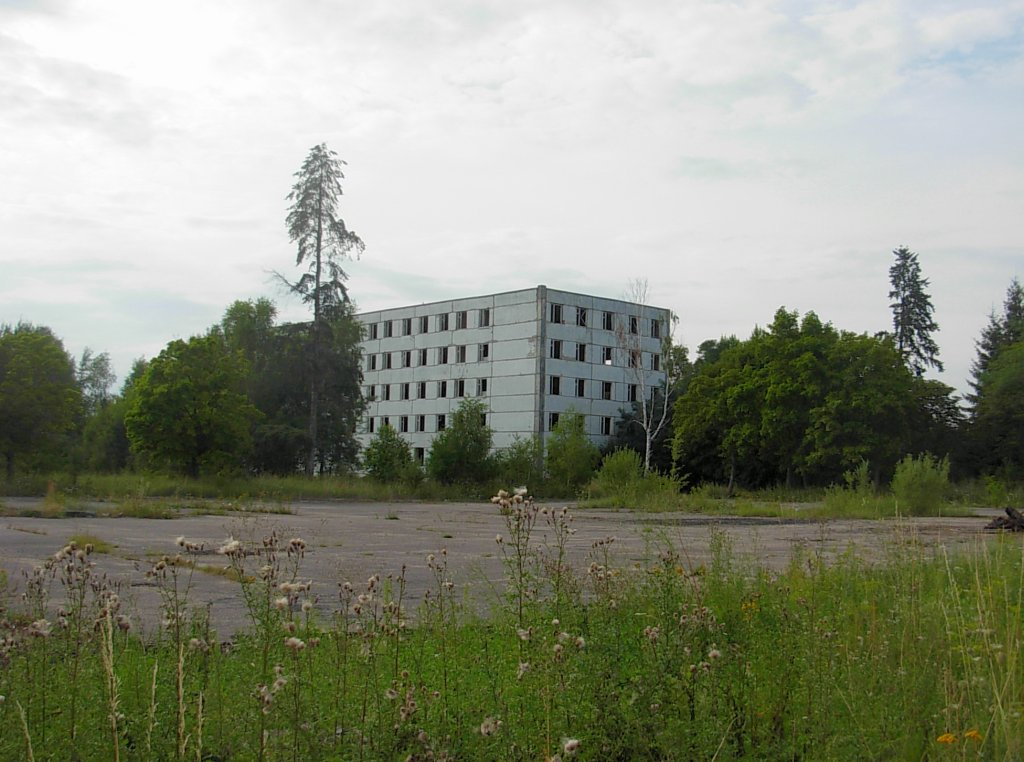
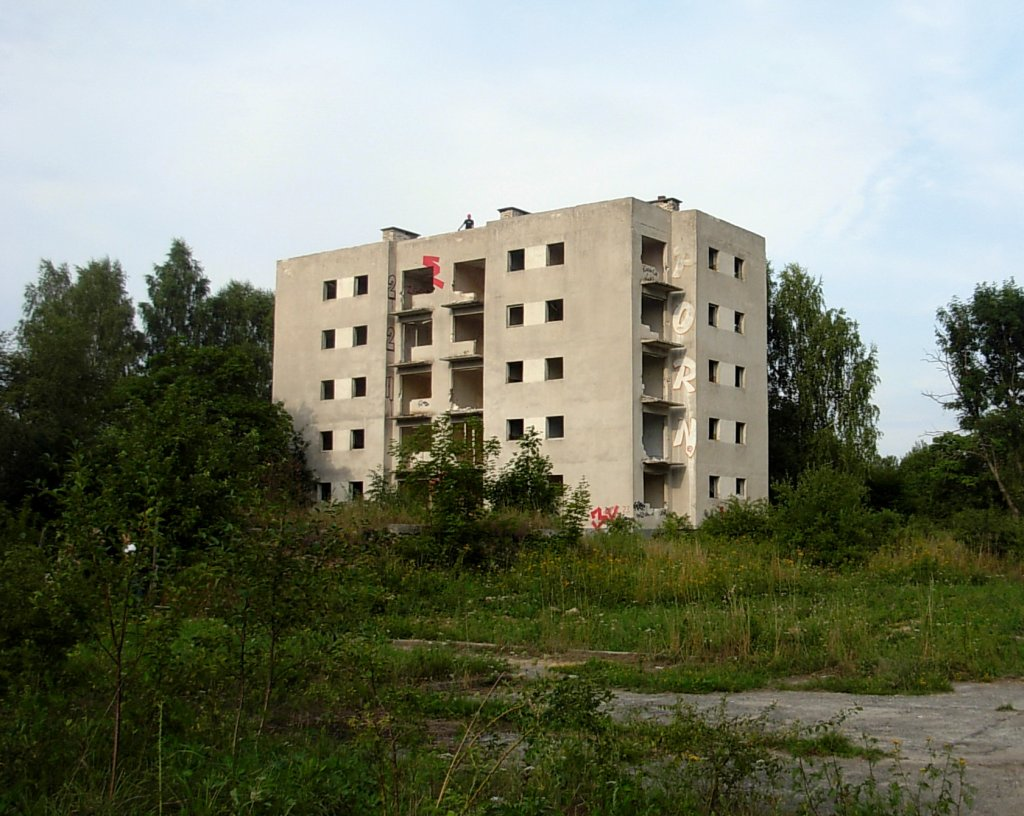
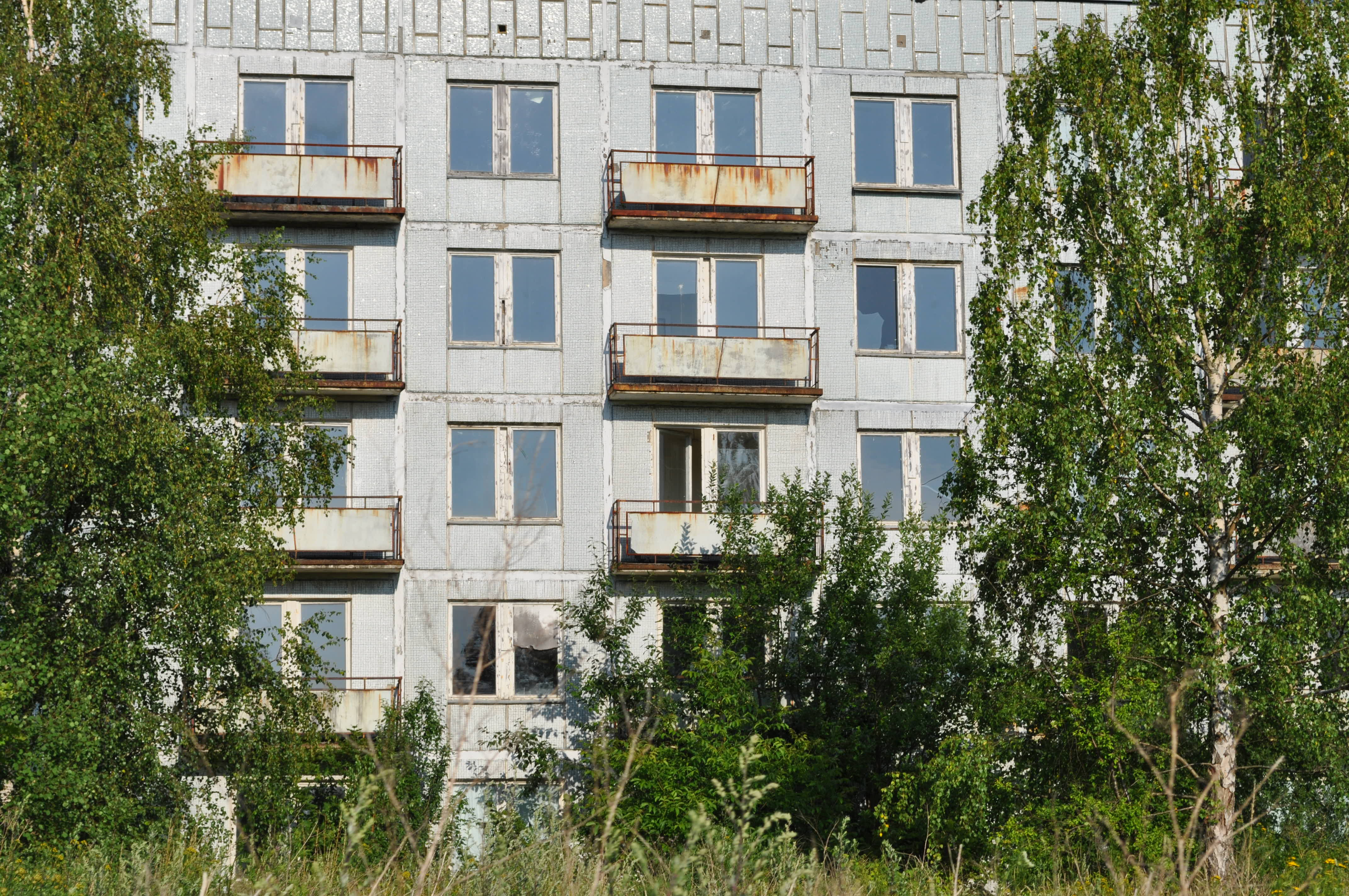
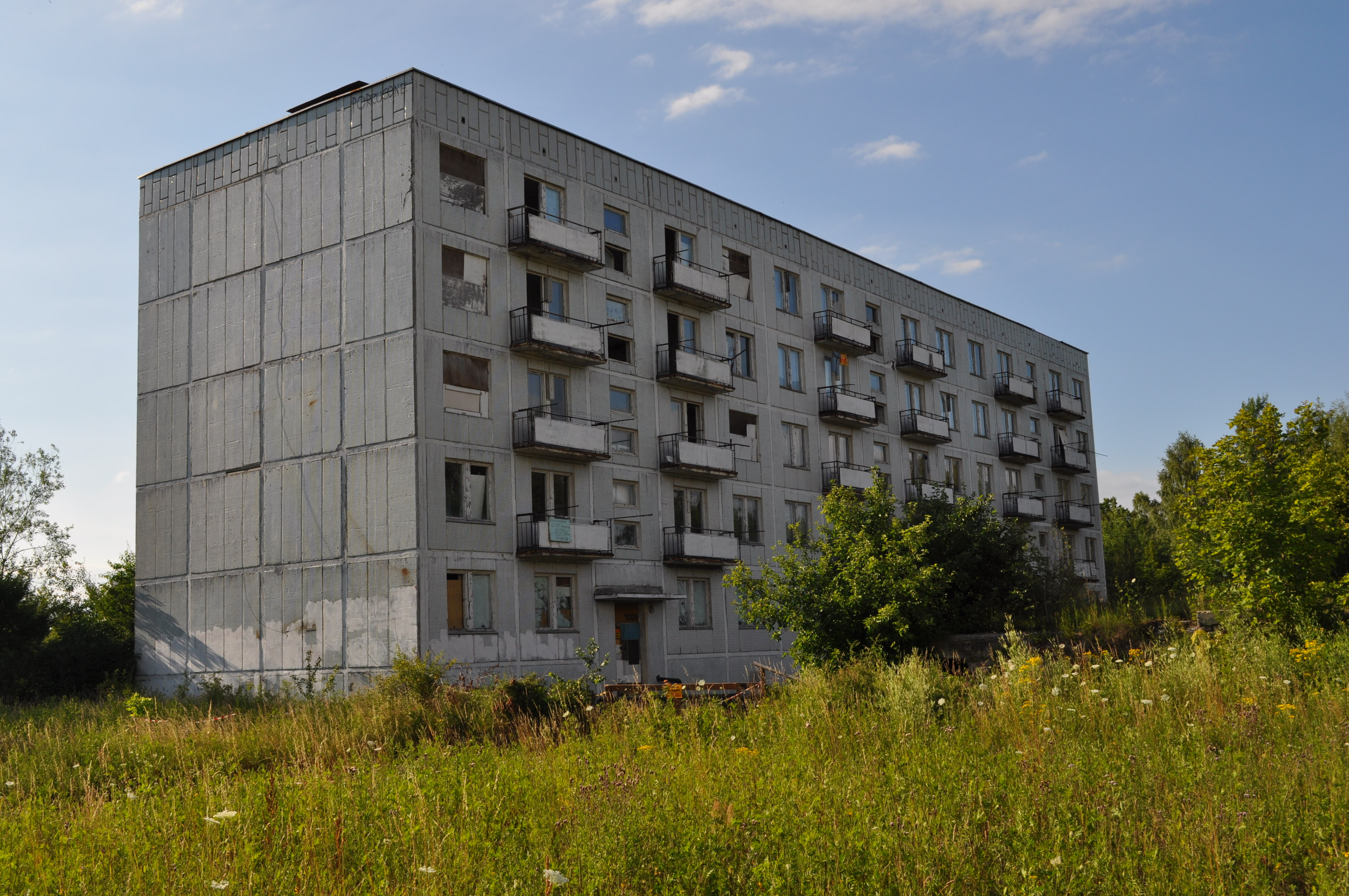

## Personnalités prisonnières à l'Oflag II-D
- Antonin Betbèze (1910-1993), résistant français, Compagnon de la Libération.
- Alain de Boissieu (1914-2006), général français, Compagnon de la Libération, gendre du général de Gaulle.
- Jacques Branet (1915-1969), général français, Compagnon de la Libération.
- Mikel Dufrenne (1910-1995), philosophe français.
- François Goblot (1904-1974), philosophe français, fils d'Edmond Goblot, frère de Germaine Goblot, père de Jean-Jacques Goblot.
- Paul Ricœur (1913-2005), philosophe français.
- Roger Ikor (1912-1986) Prix Goncourt 1955

## Sources
- (pl) Site officiel de la commune.